# Undertow (film 2004)
Undertow è un film statunitense del 2004 diretto da David Gordon Green.
Terzo film diretto da Green, Undertow ha ricevuto recensioni miste da parte dei critici, ma ha ricevuto un riconoscimento speciale per l'eccellenza nella regia dal National Board of Review of Motion Pictures. In aggiunta, Jamie Bell e Devon Alan vinsero un Young Artist Awards per i loro ruoli nel film.

## Trama
Trasferitosi coi figli Chris e Tim in mezzo ai boschi della Georgia dopo la morte della moglie Audrey, John Munn conduce con loro una vita relativamente agiata. Un giorno giunge inaspettatamente a far loro visita il fratello di John, Deel, uomo violento appena uscito di prigione che è segretamente intenzionato a recuperato alcune monete d'oro che erano nascoste in casa del fratello. Quando Deel trova le monete nascoste dietro il ritratto di famiglia, John non è disposto a lasciargliele prendere e tra i due fratelli scoppia una rissa nel corso della quale Deel uccide John. L'uomo tenta poi di uccidere anche Chris e Tim, i quali riescono però a fuggire portando con sé le monete d'oro.
I due fratelli fuggono attraverso la foresta, dove trascorrono la notte, e il giorno successivo giungono alla fattoria dei coniugi Pela, i quali accettano di ospitarli. La signora Pela trova sullo zaino di Tim il numero di telefono di casa Munn e informa Deel dove si trovano i due ragazzi. Chris, appreso per caso della cosa, fugge col fratello prima dell'arrivo di Deel.
Deel si mette sulle tracce dei due ragazzi e per caso trova Chris presso un benzinaio e lo segue fino alla discarica dove il ragazzo si nasconde col fratellino. Avvisati da un sistema d'allarme improvvisato fatto di corde e pezzi di metallo, i due ragazzi fuggono nuovamente saltando su un treno passeggeri che li conduce in un luogo abitato da senzatetto. Lì i due ragazzi stringono amicizia con una ragazza di nome Violet.
Deel riesce però a raggiungerli costringendo i tre ragazzi a fuggire. Chris entra nel fiume e getta le monete d'oro in acqua. Furioso, Deel entra anch'esso in acqua e si mette a lottare col nipote cercando di annegarlo. Tuttavia nella lotta Deel si ritroverà con il proprio coltello impiantato in pieno petto.
Quando Chris apre gli occhi di nuovo, si ritrova in un letto d'ospedale con entrambi i nonni e suo fratello Tim accanto.

## Distribuzione
Girato nel 2003, il film è stato proiettato in anteprima al Festival di Cannes nel maggio 2004 e poi è stato trasmesso in diversi altri festival cinematografici di tutto il mondo.

## Accoglienza

### Critica
Il film ha ricevuto recensioni miste da parte dei critici, le cui recensioni andavano dall'ammirazione alla derisione. Su Rotten Tomatoes, ha avuto una valutazione del 55% sulla base di 116 recensioni. Su Metacritic, il film ha guadagnato un metascore del 63% basato su 30 recensioni.
Tra i critici che hanno dato al film una recensione positiva troviamo Roger Ebert, che ha elogiato il film, dandogli quattro stelle. Ha scritto del regista, "Green ha uno stile visivo che è bello senza essere grazioso. Non lo vediamo mai fotografare nulla per il suo effetto scenico o decorativo." Ebert avrebbe poi posto il film al 10º posto della sua lista dei migliori film del 2004. Owen Gleiberman di Entertainment Weekly ha dato al film una recensione favorevole, definendolo un "film d'arte in posa come un thriller gotico d'avanguardia". Eric Harrison di Houston Chronicle ha scritto, "A partire dal suo inizio, tutto di Undertow è sia immaginario che reale." James Berardinelli gli ha dato tre stelle su quattro, lodando le interpretazioni degli attori e scrivendo, "Coloro che vanno a vedere Undertow aspettandosi un thriller troveranno la storia lenta. Tuttavia, coloro che sono sedotti dai personaggi e dall'ambiente scopriranno che 105 minuti passano molto rapidamente." Stephen Hunter del Washington Post pensa che il film rimandi al thriller del 1955 La morte corre sul fiume, e scrisse, "il film si costruisce lentamento fino al suo culmine e la suspense - cosa per cui un thriller deve essere in primo luogo giudicato - è di prim'ordine."

## Riconoscimenti
- 2004 - National Board of Review Awards[4]
  - Riconoscimento speciale per l'eccellenza nel filmmaking
- 2004 - Deauville American Film Festival[3]
  - Candidato al Grand Special Prize a David Gordon Green
- 2005 - Young Artist Awards[5]
  - Young Artist Awards per la miglior performance in un film - Giovane attore protagonista a Jamie Bell
  - Young Artist Awards per la miglior performance in un film - Giovane attore non protagonista a Devon Alan
  - Candidato al Young Artist Awards per la miglior performance in un film - Giovane attrice non protagonista a Kristen Stewart